# Trichocera geigeri
Trichocera geigeri är en tvåvingeart som beskrevs av Jaroslav Stary och Krzeminska 2000. Trichocera geigeri ingår i släktet Trichocera och familjen vintermyggor. Inga underarter finns listade i Catalogue of Life.